# Kylle Svanlund
Elisabeth (Kylle) Svanlund, född Schram 8 juli 1921 i Köpenhamn, död 25 juni 2003, var en dansk-svensk konsthantverkare, målare och grafiker.
Hon var gift med konstnären Olle Svanlund. Hon utbildade sig i Danmark och flyttade till Sverige i mitten av 1940-talet. Tillsammans med sin man startade hon 1946 ett handtryckeri där de första svenska tapeterna med modernt handtryck tillverkades som kom ut på konsumentmarknaden. Tillsammans med sin man ställde hon ut på Galerie Moderne i Malmö 1958 och hon medverkade i utställningen Sydsvensk brukskonst på Malmö museum 1946 samt i Folkrörelsens Konst för alla och ett flertal utställningar i Köpenhamn. Svanlund utförde även filmtryck, mattor och gobelänger med ett egetkomponerat ornamentalt mönster. Som grafiker arbetade hon med träsnitt och serigrafier och som målare en rad fantasimålningar i tempera eller blandteknik. Vid sidan av detta arbete var hon även verksam som keramiker och producerade ett större antal keramikfigurer med varierande figurativa motiv. Hon var 1961–1977 verksam med design och glasgravyr för Holmegaards glasværk i Danmark. Svanlund är representerad vid Nationalmuseum.